# Repište (Vladičin Han)
Pour les articles homonymes, voir Repište.
Repište (en serbe cyrillique : Репиште) est un village de Serbie situé dans la municipalité de Vladičin Han, district de Pčinja. Au recensement de 2011, il comptait 205 habitants.

## Démographie
| 1948 | 1953 | 1961 | 1971 | 1981 | 1991 | 2002 | 2011 |
| ---- | ---- | ---- | ---- | ---- | ---- | ---- | ---- |
| 984  | 968  | 883  | 733  | 600  | 481  | 344  | 205  |

|  |